# Guillaume Le Gouverneur
Guillaume Le Gouverneur (Saint-Malo, 12 juli 1573 - aldaar, 25 juni 1630) was een Frans priester. Hij was tussen 1611 en 1630 bisschop van Saint-Malo in Bretagne ten tijde van de Contrareformatie.

## Levensloop
Le Gouverneur genoot zijn opleiding bij de jezuïeten in het Collège de Clermont in Parijs. Hij werd op 30 augustus 1610 aangesteld als bisschop van zijn geboortestad als opvolger van de overleden Jean du Bec. Het volgend jaar, op 20 februari, werd hij tot bisschop gewijd door kardinaal François de Joyeuse, de aartsbisschop van Rouen. Als bisschop legde hij zich toe om de besluiten van het Concilie van Trente en de Contrareformatie door te voeren in zijn bisdom. Hij publiceerde nieuwe statuten voor het bisdom (Statuts synodaux pour le diocèse de Sainct-Malo, 1619) en een instructie voor zijn priesters over het afnemen van het sacrament van de biecht (Interrogatoire des confesseurs, contenant la méthode de se bien confesser, 1626). Hij raakte in 1620 betrokken bij de zaak Esther Legges.

## Zaak Esther Legges
Esther Legges werd in 1610 geboren in Vitré in een calvinistisch gezin. Haar vader Richard Legges was een textielhandelaar in Saint-Malo. Haar moeder Rachel Lemoyne was afkomstig uit een protestantse familie uit Vitré. Esther was een eerder ziekelijk kind. Onder invloed van haar vriendinnetjes kwam Esther in contact met het katholieke geloof en ze vergezelde hen naar de kathedraal van Saint-Malo en katholieke kapellen. Haar moeder zag dit met lede ogen aan. Toen Esther op 15 juli 1620 op negenjarige leeftijd overleed werd haar lichaam door de familie naar de protestantse begraafplaats van Plouër gebracht. Daar konden de calvinisten onder bescherming van baron Amaury de La Moussaye vrij hun geloof belijden. Ze werd er meteen begraven. Jacques Doremet, de vicaris-generaal van het bisdom, hoorde van de zaak en greep deze aan om de publieke opinie voor de katholieke zaak te winnen. Hij haalde aan dat Esther Legges zich tot het katholieke geloof had bekeerd en een katholieke begrafenis behoorde te krijgen. Op 8 september werd het lichaam van Esther opgegraven in aanwezigheid van de bisschop Le Gouverneur en het voltallige kathedraalkapittel. In processie werd het lichaam naar de katholieke kerk van Plouër gevoerd en vervolgens op een katholieke kerkhof begraven.
Het protestantse kamp reageerde furieus: "On déterre nos morts!" (Men graaft onze doden op!), en bereidde een rechtszaak voor. Jacques Doremet verhaalde over het ongeschonden lichaam van het opgegraven kind en de zoete geur van heiligheid die uit het graf kwam. Ook verzamelde hij getuigen die wilden verklaren dat Esther zich bij leven tot het katholieke geloof had bekeerd. Uiteindelijk kwam er geen proces door de troebelen die gepaard gingen met het neerslaan van de Hugenotenopstanden door de Franse koning Lodewijk XIII.